# Бустаманте, Мурилу
Мури́лу Бустама́нте (порт.-браз. Murilo Bustamante; 30 июля 1966, Рио-де-Жанейро) — бразильский мастер джиу-джитсу и боец смешанного стиля, представитель полусредней, средней и полутяжёлой весовых категорий. Победитель и призёр чемпионатов мира по БЖЖ, участник турниров по грэпплингу ADCC. В период 1991—2012 годов выступал на профессиональном уровне в ММА, известен по участию в турнирах таких бойцовских организаций как UFC, Pride, Pancrase, Yarennoka!, Deep, владел титулом чемпиона UFC в среднем весе.

## Биография
Мурилу Бустаманте родился 30 июля 1966 года в Рио-де-Жанейро. Рос на пляже Арпоадор и в детстве мечтал стать профессиональным серфером, однако в возрасте десяти лет увлёкся единоборствами и записался в секцию бразильского джиу-джитсу. Уже в 15 лет активно участвовал в соревнованиях, позже освоил дзюдо, а в 18 лет занялся боксом. Неоднократно становился победителем и призёром различных соревнований по БЖЖ, в том числе чемпионата мира среди чёрных поясов, четырежды побеждал на первенствах Бразилии, участвовал в чемпионатах по грэпплингу ADCC, удостоен шестого дана по БЖЖ.
Уже в начале 1990-х годов принимал участие в турнирах по вале-тудо и лута-ливре, был одним из первопроходцев зарождавшихся смешанных единоборств. В 1996 году отметился успешным выступлением на турнире в США, где за один вечер выиграл два боя и один свёл к ничьей, в том числе победил техническим нокаутом известного австралийского бойца Криса Хейзмена.
Имея в послужном списке пять побед без единого поражения, в 2000 году привлёк в себе внимание крупного американского промоушена Ultimate Fighting Championship и дебютировал здесь с победы над японским реслером Ёдзи Андзё. Тем не менее, в следующем бою в сентябре 2001 года потерпел первое в профессиональной карьере поражение, единогласным решением судей от американца Чака Лидделла. Несмотря на проигрыш, в 2002 году удостоился права оспорить титул чемпиона UFC в среднем весе, который на тот момент принадлежал Дейву Менне — в итоге Бустаманте победил техническим нокаутом и стал таким образом новым чемпионом организации. Полученный чемпионский титул он защитил один раз в поединке с Мэттом Линдлэндом — в 2003 году по финансовым причинам он решил перейти в японскую организацию Pride Fighting Championships и был лишён титула UFC.
Дебют Бустаманте в Pride оказался неудачным, он согласился подменить своего товарища по команде Рикарду Арону буквально за пять дней до боя и, не имея возможности полноценно подготовиться, в четвертьфинале гран-при среднего веса уступил раздельным решением судей американцу Куинтону Джексону. Далее участвовал в резервном бою гран-при среднего веса и тоже проиграл, на сей раз техническим нокаутом Дэну Хендерсону. Потерпел поражение и в третьем поединке в Pride, единогласным решением от Кадзухиро Накамуры. В 2005 году, однако, одержал три победы подряд, дошёл до финала гран-при полусредней весовой категории, где снова был побеждён Дэном Хендерсоном. Последний раз дрался в Pride в 2006 году, сначала судейским решением уступил россиянину Амару Сулоеву, потом взял верх над корейским дзюдоистом Юн Дон Сиком.
Впоследствии неоднократно дрался в различных менее престижных организациях, как то японская Deep. Встречался с такими известными бойцами как Макото Такимото и Джесси Тейлор, но обоим проиграл. Последний раз участвовал в профессиональном поединке по правилам ММА в марте 2012 года, когда на домашнем турнире в Бразилии вновь победил Дейва Менне. Всего имеет в послужном списке 24 боя, из них 15 закончил победой, 8 поражением, в одном случае была зафиксирована ничья.
Завершив карьеру профессионального спортсмена, Мурилу Бустаманте выступал в качестве тренера в команде Brazilian Top Team, занимался организацией тренировочных семинаров по всему миру.

## Статистика в профессиональном ММА
| Боёв 24  | Побед 15 | Поражений 8 |
| -------- | -------- | ----------- |
| Нокаутом | 6        | 2           |
| Сдачей   | 5        | 0           |
| Решением | 4        | 6           |
| Ничьи    | 1        | 1           |

| Результат | Рекорд | Соперник           | Способ                       | Турнир                             | Дата             | Раунд | Время | Место             | Примечание                                 |
| --------- | ------ | ------------------ | ---------------------------- | ---------------------------------- | ---------------- | ----- | ----- | ----------------- | ------------------------------------------ |
| Победа    | 15-8-1 | Дейв Менне         | Единогласное решение         | Amazon Forest Combat 2             | 31 марта 2012    | 3     | 5:00  | Манаус, Бразилия  |                                            |
| Поражение | 14-8-1 | Джесси Тейлор      | TKO (отказ)                  | Impact FC 2: The Uprising: Sydney  | 18 июля 2010     | 2     | 2:10  | Сидней, Австралия |                                            |
| Поражение | 14-7-1 | Макото Такимото    | Раздельное решение           | Yarennoka!                         | 31 декабря 2007  | 2     | 5:00  | Сайтама, Япония   |                                            |
| Победа    | 14-6-1 | Рюта Сакураи       | KO (удар рукой)              | Deep: 29 Impact                    | 13 апреля 2007   | 1     | 3:50  | Токио, Япония     |                                            |
| Победа    | 13-6-1 | Юн Дон Сик         | Единогласное решение         | Pride Bushido 13                   | 5 ноября 2006    | 2     | 5:00  | Иокогама, Япония  |                                            |
| Поражение | 12-6-1 | Амар Сулоев        | Единогласное решение         | Pride Bushido Survival 2006        | 4 июня 2006      | 2     | 5:00  | Сайтама, Япония   |                                            |
| Поражение | 12-5-1 | Дэн Хендерсон      | Раздельное решение           | Pride Shockwave 2005               | 31 декабря 2005  | 2     | 5:00  | Сайтама, Япония   | Финал гран-при полусреднего веса.          |
| Победа    | 12-4-1 | Икухиса Минова     | TKO (соккер-кики)            | Pride Bushido 9                    | 25 сентября 2005 | 1     | 9:51  | Токио, Япония     | Полуфинал гран-при полусреднего веса.      |
| Победа    | 11-4-1 | Масанори Суда      | Сдача (рычаг локтя)          | Pride Bushido 9                    | 25 сентября 2005 | 1     | 3:20  | Токио, Япония     | Первый этап гран-при полусреднего веса.    |
| Победа    | 10-4-1 | Рюта Сакураи       | Единогласное решение         | Pride Bushido 6                    | 3 апреля 2005    | 2     | 5:00  | Иокогама, Япония  |                                            |
| Поражение | 9-4-1  | Кадзухиро Накамура | Единогласное решение         | Pride Final Conflict 2004          | 15 августа 2004  | 3     | 5:00  | Сайтама, Япония   |                                            |
| Поражение | 9-3-1  | Дэн Хендерсон      | TKO (удары руками)           | Pride Final Conflict 2003          | 9 ноября 2003    | 1     | 0:53  | Токио, Япония     | Резервный бой гран-при среднего веса.      |
| Поражение | 9-2-1  | Куинтон Джексон    | Раздельное решение           | Pride Total Elimination 2003       | 10 августа 2003  | 3     | 5:00  | Сайтама, Япония   | Четвертьфинал гран-при среднего веса.      |
| Победа    | 9-1-1  | Мэтт Линдлэнд      | Сдача (гильотина)            | UFC 37                             | 10 мая 2002      | 3     | 1:33  | Боссье-Сити, США  | Защитил титул чемпиона UFC в среднем весе. |
| Победа    | 8-1-1  | Дейв Менне         | TKO (удары руками)           | UFC 35                             | 11 января 2002   | 2     | 0:44  | Анкасвилл, США    | Бой за титул чемпиона UFC в среднем весе.  |
| Поражение | 7-1-1  | Чак Лидделл        | Единогласное решение         | UFC 33                             | 28 сентября 2001 | 3     | 5:00  | Лас-Вегас, США    |                                            |
| Победа    | 7-0-1  | Санаэ Кикута       | Единогласное решение         | Pancrase: Trans 6                  | 31 октября 2000  | 1     | 15:00 | Токио, Япония     |                                            |
| Победа    | 6-0-1  | Ёдзи Андзё         | Сдача (треугольник руками)   | UFC 25                             | 14 апреля 2000   | 2     | 0:31  | Токио, Япония     |                                            |
| Победа    | 5-0-1  | Джерри Боландер    | KO (удар ногой)              | Pentagon Combat                    | 27 сентября 1997 | 1     | 5:38  | Бразилия          |                                            |
| Ничья     | 4-0-1  | Том Эриксон        | Ничья                        | Martial Arts Reality Superfighting | 22 ноября 1996   | 1     | 40:00 | Бирмингем, США    |                                            |
| Победа    | 4-0    | Жуан Мотт          | Сдача (удары руками)         | Martial Arts Reality Superfighting | 22 ноября 1996   | 1     | 1:08  | Бирмингем, США    |                                            |
| Победа    | 3-0    | Крис Хейзмен       | TKO (остановлен секундантом) | Martial Arts Reality Superfighting | 22 ноября 1996   | 1     | 1:01  | Бирмингем, США    |                                            |
| Победа    | 2-0    | Джо Чарльз         | Сдача (треугольник руками)   | Universal Vale Tudo Fighting 2     | 24 июня 1996     | 1     | 3:08  | Бразилия          |                                            |
| Победа    | 1-0    | Марселу Мендес     | TKO (травма)                 | Desafio-Jiu-Jitsu vs. Luta Livre   | 26 сентября 1991 | 1     | 4:42  | Бразилия          |                                            |